# 김광석다시그리기길
김광석다시그리기길(金光石―) 또는 김광석 거리는 대구광역시 중구 대봉동에 있는 명예도로명이다. 도로명주소로는 달구벌대로450길과 동덕로8길·14길의 각 일부에 해당한다.
김광석 길은 故 김광석이 살았던 대봉동 방천시장 인근 골목에 김광석의 삶과 음악을 테마로 조성한 벽화거리이다. 2010년 ‘방천시장 문전성시 사업’의 하나로 방천시장 골목길에 11월부터 조성하기 시작한 김광석 길은 중구청과 11팀의 작가들이 참여하였다. 350m 길이의 벽면을 따라 김광석 조형물과 포장마차에서 국수 말아주는 김광석, 바다를 바라보고 있는 김광석 등 골목의 벽마다 김광석의 모습과 그의 노래 가사들이 다양한 모습의 벽화로 그려졌다. 매년 가을에는 방천시장과 동성로 일대에서 '김광석 노래 부르기 경연대회'를 개최하여 故 김광석을 추억하고 있다. 또한, 문전성시 사업의 목적으로 시작하여 현재까지도 대구 방천시장의 활기를 되찾을 수 있는 하나의 관광지로 발전하였다.

### 상세정보
대봉동은 싱어송라이터 김광석이 태어난 곳으로, 이 거리는 그를 기리기 위하여 그가 나고 자란 신천 둑길을 따라 조성되었다. 2010년 11월 20일 공개되었으며, 약 350 m의 길에 시인 정훈교의 시 10편을 비롯하여, 김광석의 삶과 노래를 주제로 한 다양한 벽화와 작품이 자리잡고 있다. 도시재생의 모범 사례로 언급되기도 한다. 한국관광 100선에 선정된 김광석다시그리기길은 대구 지역의 대표적인 관광 명소로 주말 평균 5,000명 이상의 관광객이 찾는 곳으로, 김광석의 노래를 들으며 옛 정취를 느낄 수 있다. 포토존으로 인기를 끌고 있는 김광석 동상과 김광석의 일생을 그린 벽화 등이 조성되어 있으며, 버스킹 공연 등 다양한 공연을 관람할 수 있고, 복고풍 가게, 카페 등 다양한 상권이 형성되어 있다. 인근 방천시장에는 다양한 먹거리를 즐길 수 있다.

## 교통
- ● 대구 도시철도 2호선 경대병원역
- ● 대구 도시철도 3호선 대봉교역